# William d'Aubigny (giudice)
William d'Aubigny, detto Brito (... – dopo il 1148), è stato un giudice normanno. Svolse la sua attività di giudice itinerante per re Enrico I d'Inghilterra.
William era figlio di Main d'Aubigny, signore bretone di Saint-Aubin-d'Aubigné (ora nel dipartimento di Ille-et-Vilaine) e Adelaïde de Bohun, figlia di Humphrey il Barbuto. Combatté nella battaglia di Tinchebray (1106) e fu uno tra i cortigiani più favoriti da Enrico I. Gli fu permesso di sposare Cecily, la figlia maggiore di Roger Bigod, conte di Norfolk. Attraverso il matrimonio acquisì una parte della signoria di Belvoir nel Leicestershire – il cui castello divenne il centro dei possedimenti di famiglia – dopo la morte della suocera, che era stata l'erede di Robert de Todeni, signore di Belvoir, avvenuta intorno al 1130.
La coppia ebbe quattro o cinque figli e due figlie. Il suo erede fu William, che sposò Maud Fitz Robert, figlia di Robert Fitz Richard. Il loro figlio William fu uno dei garanti della Magna Carta.
La figlia Matildis sposò Gille Brigte, conte di Strathearn.
Dopo la morte del re Enrico I nel 1135, William fu e rimase un fedele sostenitore del re Stefano, che presumibilmente lo confermò nel possesso di Belvoir, che passò a suo figlio William.